# Alternanthera praelonga
Alternanthera praelonga är en amarantväxtart som beskrevs av A. St.-hil. Alternanthera praelonga ingår i släktet alternanter, och familjen amarantväxter. Inga underarter finns listade i Catalogue of Life.